# Tour de Quintela
La tour de Quintela  est une fortification militaire située dans la freguesia de Vila Marim, sur le territoire de la municipalité de Vila Real (district de Vila Real, Portugal),.
Elle est classée Monument national depuis 1910.

## Historique
Tout indique que cette tour médiévale a été construite sous le règne d'Alphonse III (1248-1279), sur ordre de Dom Alda Vasques, qui l'utilisait comme résidence seigneuriale. Plus tard, après une courte période en possession de l'Ordre des Templiers, il semble être passé dans les domaines des Conde de Vimioso (pt).
Camilo Castelo Branco le cite, avec une liberté littéraire, comme l'un des décors du roman O Anathema. L'œuvre du Père João Parente, qui s'est consacré grandement à l'étude du patrimoine existant dans le district de Vila Real, a été remarquable pour la préservation et la restauration de cette tour.
Actuellement, la municipalité prévoit de réhabiliter ce patrimoine en un musée d'héraldique et d'armurerie médiévale, encore en phase d'organisation, qui exposera aux visiteurs, entre autres pièces, des représentations des blasons des principales familles des districts de Vila Real et de Bragança.

## Caractéristiques
Tour seigneuriale de style gothique, elle présente un plan quadrangulaire , d'environ 10 m de côté, pour une hauteur de près de 30 m. À mi-hauteur environ de chaque élévation, et à chaque sommet, elle présente un balcon crénelé avec des mâchicoulis.
Divisé intérieurement en quatre étages, on y accédait par un escalier en bois amovible, à travers une porte avec un arc parfait.
Une description de cette tour, trouvée dans les archives municipales de Vila Real, se lit comme suit : « ...52 rangées de la base à la couronne des créneaux… quatre échauguettes et un balcon avec des pierres dépassant de chaque côté… »